# VEB Arena
De VEB Arena is een voetbalstadion in Moskou, dat plaats biedt aan 30.000 toeschouwers. De bespeler van het stadion is CSKA Moskou.
In 2007 werd begonnen met de bouw van het stadion, dat het Grigori Fedotovstadion moest opvolgen als thuishaven van CSKA. De bouw werd enkele malen stilgelegd en de langste pauze was zestien maanden, tussen 2009 en 2011. Een toren in de hoek van het stadion is gemodelleerd naar de UEFA Cup, de prijs die CSKA won in 2005.

## Interlands
| 1                            | 9 juni 2017    | Rusland – Chili      | 1 – 1 | Vriendschappelijk | 19.300 |
| 2                            | 7 oktober 2017 | Rusland – Zuid-Korea | 4 – 2 | Vriendschappelijk | 24.183 |
| 3                            | 5 juni 2018    | Rusland – Turkije    | 1 – 1 | Vriendschappelijk | 27.423 |
| 4                            | 8 oktober 2020 | Rusland – Zweden     | 1 – 2 | Vriendschappelijk | 5.000  |
| Bijgewerkt op 22 maart 2023. |                |                      |       |                   |        |